# Pierre Duhem

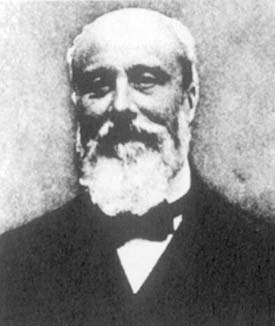
Pierre Duhem

Pierre Maurice Marie Duhem (* 10. Juni 1861 in Paris; † 14. September 1916 in Cabrespine, Frankreich) war ein französischer Physiker, Wissenschaftstheoretiker und Wissenschaftshistoriker. Er war ein Vertreter des Instrumentalismus.

## Leben und Wirken
Duhem studierte an der École normale supérieure. Er lehrte theoretische Physik an den Universitäten von Lille (1887–1893), Rennes (1893/1894) und Bordeaux (1894 bis 1916).
Pierre Duhem war einer der Begründer der physikalischen Chemie, Wissenschaftshistoriker und Wissenschaftsphilosoph. Duhem, der in seinen theoretischen Entwürfen stark von Machs Prinzip der „Denkökonomie“ beeinflusst gewesen ist, hat über seine physikalischen und wissenschaftstheoretischen Arbeiten („Ziel und Struktur der physikalischen Theorien“) hinaus als Erster nachgewiesen, dass die Anfänge neuzeitlicher Wissenschaft keinesfalls mit dem Beginn der Renaissance anheben, sondern dass für folgende Jahrhunderte entscheidende Weichenstellungen und Erkenntnisse bereits im Spätmittelalter gewonnen wurden und vorlagen. Exemplarisch können die Arbeiten zu Nikolaus von Oresme genannt werden. Die heutige Mediävistik hat diese Thesen teilweise aufgenommen, teilweise aber durch neue Quellenforschungen modifiziert.
1900 wurde Pierre Duhem korrespondierendes Mitglied der französischen Akademie der Wissenschaften. Die Académie royale des Sciences, des Lettres et des Beaux-Arts de Belgique nahm ihn 1902 als assoziiertes Mitglied auf.
Seinen wissenschaftlichen Thesen entsprachen bei Duhem auch sehr konservative politische und religiöse Ansichten. Um die Jahrhundertwende war er Mitglied der Ligue de la patrie française, die sich als antidreyfusardische Bewegung gegründet hatte. In der Wissenschaftstheorie ist er vor allem durch die Duhem-Quine-These bekannt. Kritisch weiter geführt wurden seine Arbeiten zur spätmittelalterlichen Naturforschung von Anneliese Maier.

## Werke
- Les théories électriques de J. Clerk Maxwell. Hermann, Paris 1900.
- Die Wandlungen der Mechanik und der mechanischen Naturerklärung J.A. Barth, Leipzig 1912, übers. durch P. Frank v. L’évolution de la mécanique, Paris, A. 1903 (französisch L’évolution de la mécanique, Paris 1902)
- Les origines de la statique. 2 Bände. Paris 1905, 1906
- Sozein ta phainomena. Essai sur la théorie physique de Platon à Galilée. Paris 1908; 2. Auflage unter dem Titel Sauver les apparences. Essai sur la théorie physique de Platon à Galilée. Vrin, Paris 2003
- Études sur Léonard de Vinci, ceux qu’il a lus et ceux qui l’ont lu. 3 Bände. Paris 1906–1913-
- Ziel und Struktur der physikalischen Theorien. Hrsg. v. Lothar Schäfer. Meiner, Hamburg 1998, ISBN 978-3-7873-1457-7, Übers. v. La théorie physique, son objet, sa structure. (1906)
- Notice sur les titres et travaux scientifiques. Gounouilhon, Bordeaux 1913 (Digitalisat)
- Le système du monde, histoire des doctrines cosmologiques de Platon à Copernic, 10 Bände. Hermann, Paris 1913–1959